# Pobiedziska (gromada)
Pobiedziska – dawna gromada, czyli najmniejsza jednostka podziału terytorialnego Polskiej Rzeczypospolitej Ludowej w latach 1954–1972.
Gromady, z gromadzkimi radami narodowymi (GRN) jako organami władzy najniższego stopnia na wsi, funkcjonowały od reformy reorganizującej administrację wiejską przeprowadzonej jesienią 1954 do momentu ich zniesienia z dniem 1 stycznia 1973, tym samym wypierając organizację gminną w latach 1954–1972.
Gromadę Pobiedziska z siedzibą GRN w mieście Pobiedziskach (nie wchodzącym w skład gromady) utworzono – jako jedną z 8759 gromad na obszarze Polski – w powiecie poznańskim w woj. poznańskim, na mocy uchwały nr 33/54 WRN w Poznaniu z dnia 5 października 1954. W skład jednostki weszły obszary dotychczasowych gromad Kocanowo, Kociałkowa Górka i Polskawieś, ponadto miejscowości Borówko, Gołuń, Gołunin i Zbierkowo z dotychczasowej gromady Gołuń, miejscowość Promno z dotychczasowej gromady Promno oraz część dotychczasowej gromady Jerzyn o nazwie Nadrożno (niektóre parcele z kart 4 i 5 obrębu Złotniczki) ze zniesionej gminy Polskawieś, a także osiedla Główienka, Kapalica i Wójtostwo z miasta Pobiedziska – w tymże powiecie. Dla gromady ustalono 16 członków gromadzkiej rady narodowej.
31 grudnia 1959 do gromady Pobiedziska włączono miejscowości Czachurki, Jezierce, Wagowo i Wiśniewo ze zniesionej dzień później gromady Wierzyce w powiecie gnieźnieńskim w tymże województwie.
1 stycznia 1960 do gromady Pobiedziska włączono obszary zniesionych gromad Węglewo i Wronczyn pod Pobiedziskami w tymże powiecie.
1 stycznia 1970 do gromady Pobiedziska włączono 282,93 ha (dawna wieś Wójtostwo) z miasta Pobiedziska w tymże powiecie.
Gromada przetrwała do końca 1972 roku, czyli do kolejnej reformy gminnej. 1 stycznia 1973 w powiecie poznańskim utworzono gminę Pobiedziska.